# Hadena repanda
Hadena repanda är en fjärilsart som beskrevs av Herrich-Schäffer 1845. Hadena repanda ingår i släktet Hadena och familjen nattflyn. Inga underarter finns listade i Catalogue of Life.